# كفر العامرة
كفر العامرة إحدى قرى مركز منوف التابع لمحافظة المنوفية بجمهورية مصر العربية.

## السكان
بلغ عدد سكان كفر العامرة 2,195 نسمة، منهم 1,150 رجل و1,045 إمرأة، حسب الإحصاء الرسمي لعام 2006.